# برو (بلژیک)
شهر برو (به فرانسوی: Braives) در شهرستان ورم (بلژیک) در استان لیئژ در منطقه فدرال والوون در کشور بلژیک واقع شده‌است.

## نگارخانه

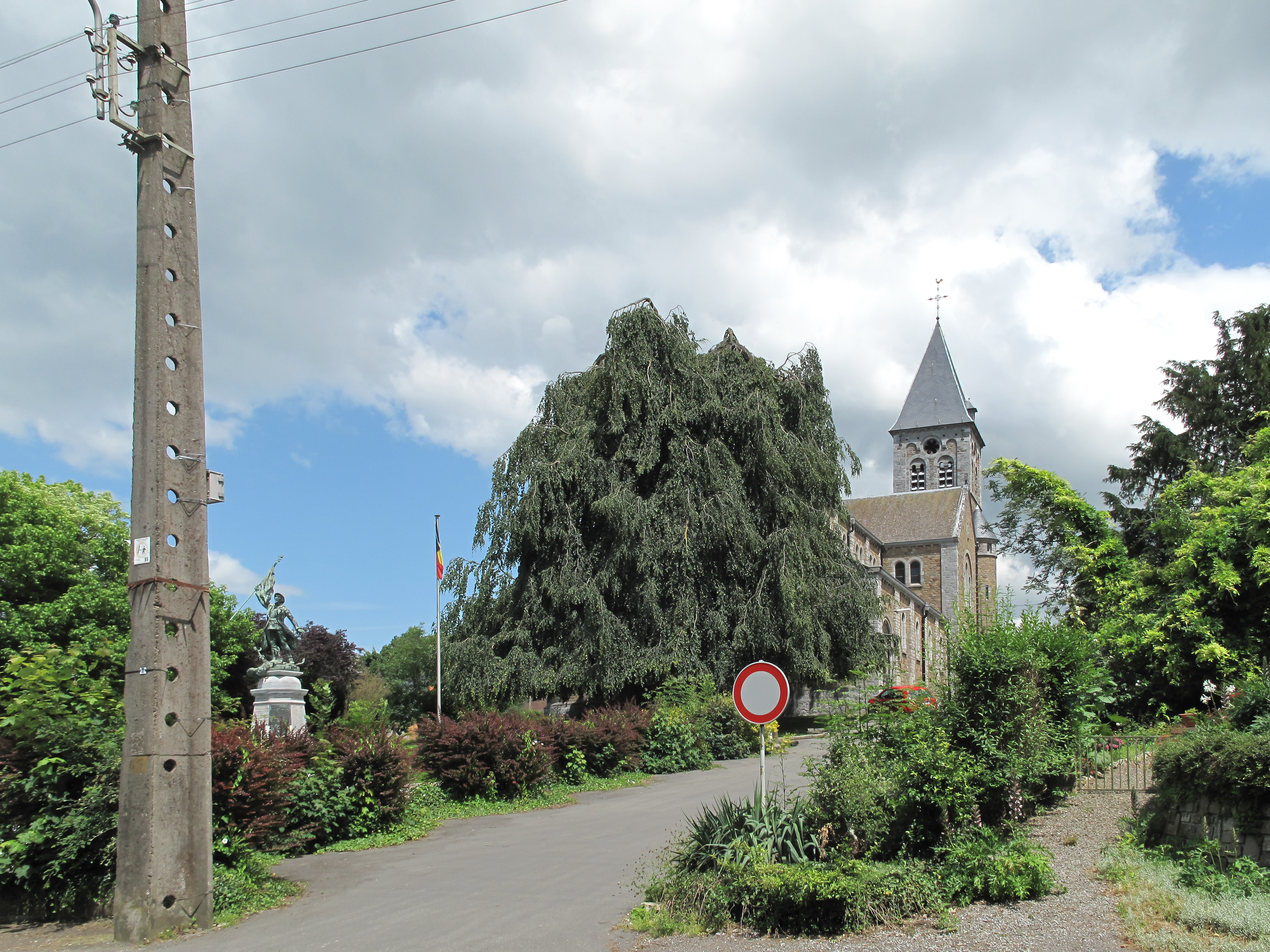
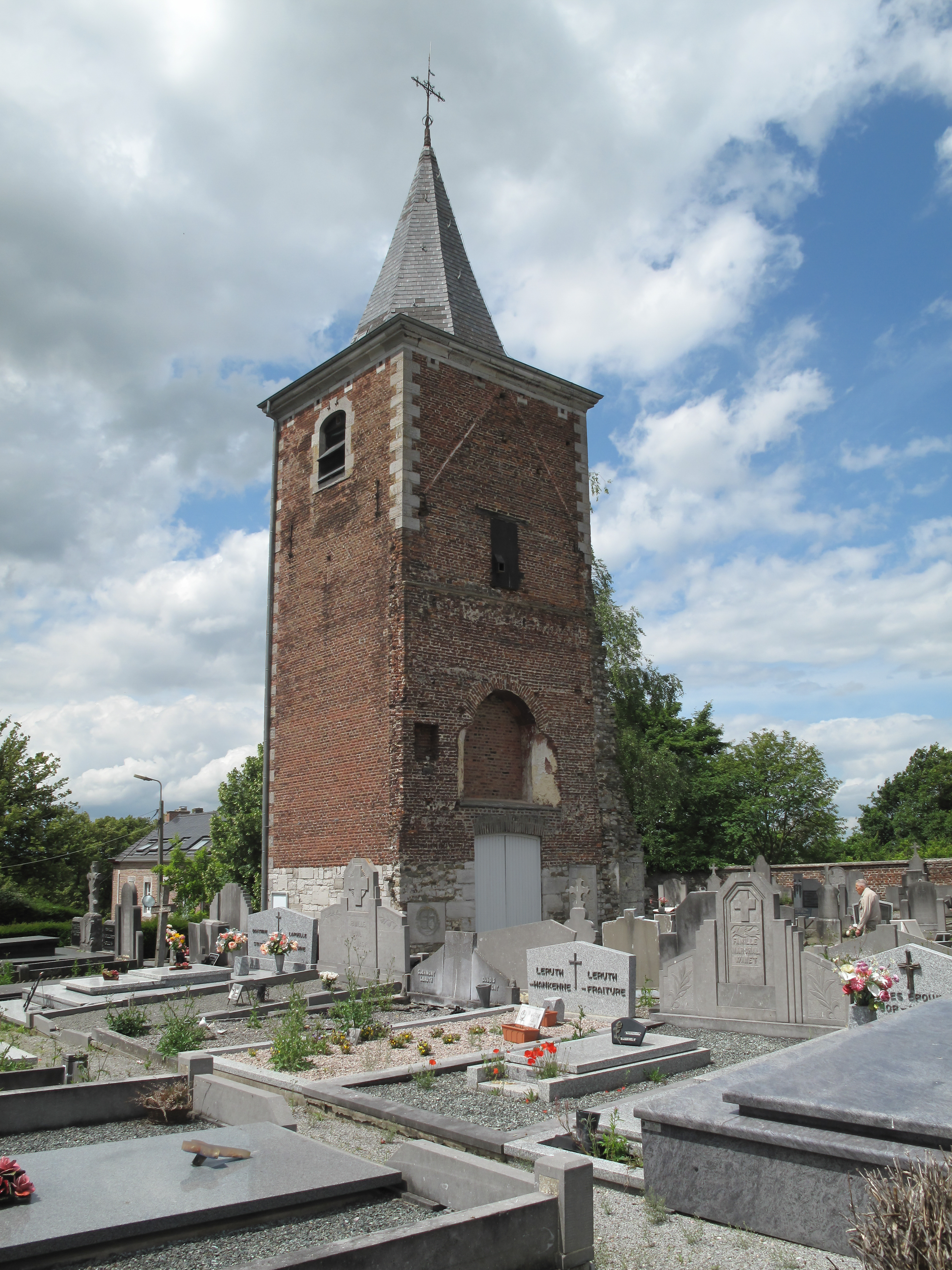
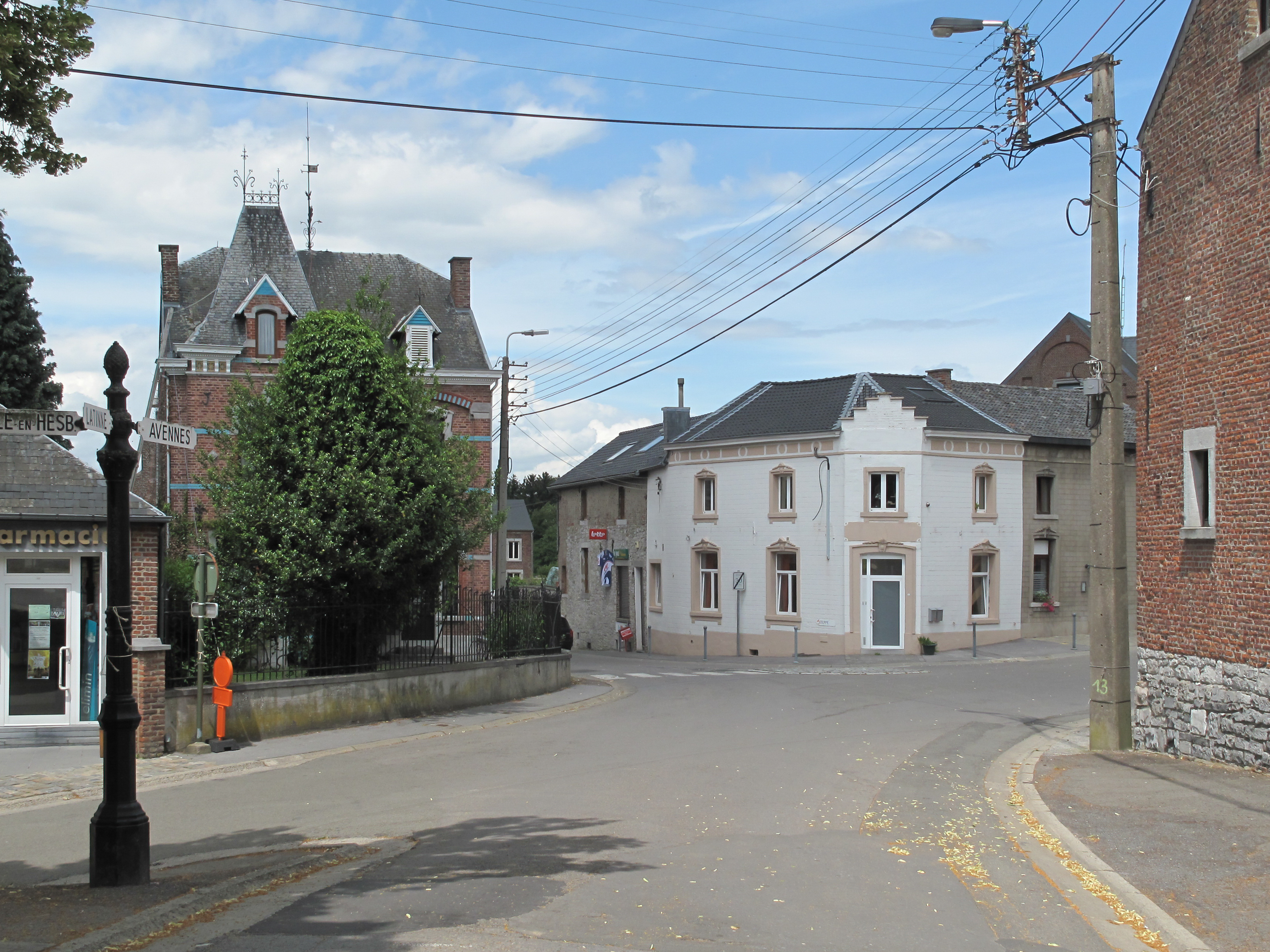
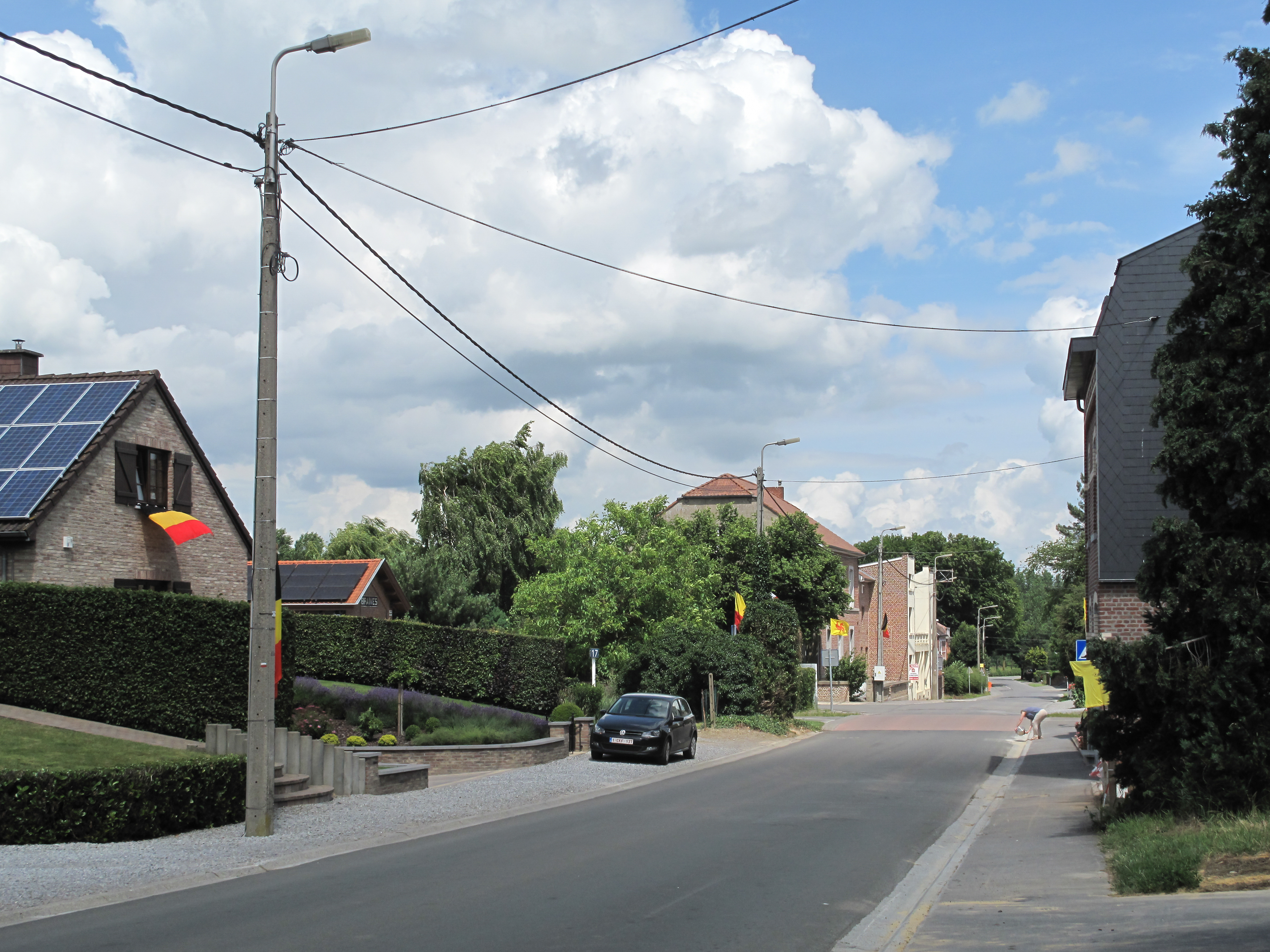